# Claire Littleton

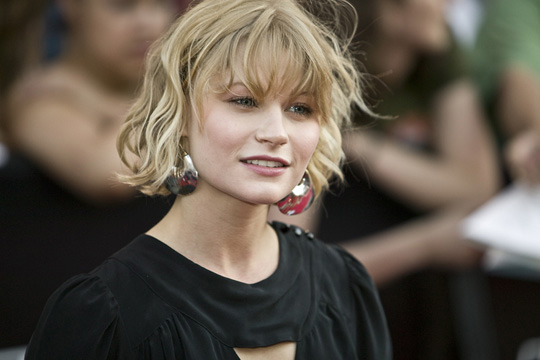
Emilie de Ravin, představitelka Claire

Claire Littleton je fiktivní postava z amerického televizního seriálu LOST (Ztraceni). Postavu Claire ztvárnila herečka Emilie de Ravin.

## Před pádem
Claire se narodila a žila v Sydney v Austrálii. Byla vychovávána Carole Littleton, svobodnou matkou, jejíž těhotenství bylo výsledkem aféry s Christianem Shephardem. Její otec ji často navštěvoval, když byla dítě. Na přání Claiřiny tety Lindsey, kterou Christiana nenáviděla, s návštěvami přestal. Její matka Carole se také nemohla vyrovnat s tím, že Christian má v L.A. jinou rodinu, mimo jiné i syna Jacka. Když Claire vyrůstala byla rebelka. Oblékala se v gotickém stylu a přivydělávala si v piercingovém a tetovacím studiu.
Jednoho dne se během řízení auta hádala se svou matkou Carole. Příliš se nesoustředila na řízení když byl jejich vůz kamionem vytlačen ze silnice. Claire utrpěla jen drobná zranění (zlomila si ruku a měla tržnou ránu nad okem). Její matka však měla po autonehodě vážná poranění mozku a upadla do kómatu. Když se o tragédii dozvěděl její otec přiletěl do Austrálie a zaplatil veškerou léčbu. Christian se po dalších neshodách s Claiřinou tetou Lindsey opět vrátil do USA. Carole pak už zůstává na stálo připojená k přístrojům.
O několik let později Claire pracovala ve Fish & Fry Restaurant za 5 $ na hodinu a seznámila se s mladým umělcem Thomasem. Netrvalo to příliš dlouho a Claire otěhotněla. Od začátku byla rozhodnutá, že si dítě nenechá, ale její přítel ji přesvědčil, že dítě je to nejlepší co je mohlo potkat. Nicméně za nedlouho zjistil, že se ještě nechce stát otcem, své rozhodnutí změnil a Claire opustil. To ji přimělo k rozhodnutí dát své dítě hned po narození k adopci.
V té době ji její nejlepší kamarádka Rachel vzala k vyhlášenému věštci jménem Richard Malkin. Claire se vždy zajímala o astrologii a věřila horoskopům a předpovědím, proto si Rachel myslela, že ji to zvedne náladu. Nicméně při čtení z ruky viděl Malkin něco strašného a naléhal na Claire, aby dítě vychovala sama. Ona už ale byla rozhodnutá dát dítě k adopci a myslela si, že ji nikdo a nic nepřiměje toto rozhodnutí změnit. Navštívila svoji matku v nemocnici a i když byla v kómatu Claire jí vše vyprávěla o Thomasovi, o těhotenství i o adopci. Omluvila se jí za hádku v autě před lety a vzala na sebe všechnu odpovědnost za to co se stalo.
Následně se Claire setkala s Arlene a Josephem Stewardovými, kteří se měli stát adoptivním rodiči jejího nenarozeného dítěte. Papíry k adopci byly připravené k podpisu a Claire po Stewardových požadovala jediné, aby dítěti zpívali ukolébavku "Catch a Falling Star", kterou jí zpíval otec pokaždé když ji navštívil. Claire už byla připravená k podpisu dokumentů, když si to na poslední chvíli rozmyslela. Opět navštívila Richarda Malkina a požadovala vysvětlení, proč by měla dítě vychovávat sama. Vysvětlení se nedočkala, ale dostala od něj peníze a letenku do L.A, kde na ni měla čekat rodina "vhodná" pro výchovu jejího dítěte. Malkin trval na tom, že pokud chce dát dítě k adopci tak jedině v L.A. a tam se musí dostat jedině letem Oceanic 815.

## Na ostrově
Je nevlastní sestrou Jacka Shepharda, ale neví o tom. Stala se matkou Aarona Littletona, který se narodil až po havárii letadla na ostrově, a dělá vše pro to, aby mu mohla dát tu nejlepší péči. Během svého pobytu na ostrově navázala vztah s Charliem Pacem. Byla unesena „Těmi druhými“, ale podařilo se jí uprchnout.